# نهر إندر
نهر إندر نهر يطول 279.3 كـم (173.5 ميل) في وسط فرنسا، وهو الرافد الأيسر لنهر اللوار.